# Zyginama unicolor
Zyginama unicolor är en insektsart som först beskrevs av Beamer 1929.  Zyginama unicolor ingår i släktet Zyginama och familjen dvärgstritar. Inga underarter finns listade i Catalogue of Life.